# Sojoez 18A
Sojoez 18A (ook: 18a of 18-1) was een Russische bemande ruimtevlucht uit 1975. Deze missie had als doel te koppelen met ruimtestation Saljoet 4. De Sovjet-Unie gaf deze vlucht geen officieel Sojoeznummer, aangezien de vlucht een voortijdig einde kende. De hierop volgende en wél geslaagde vlucht kreeg het officiële nummer 18 toegewezen.

## Russische ruimtestations
De Russische ruimtevaart legde veel nadruk op het gebruik van ruimtestations. Alhoewel enige lanceringen daarvan fout afliepen, beschikten de Sovjets toentertijd bijna constant over een functionerend ruimtestation. De Sovjet-Unie onderhield een regelmatig systeem van ruimtevluchten naar hun Saljoets. Deze vlucht was de tweede naar Saljoet 4. Het was de bedoeling dat de bemanning van Sojoez 18A gedurende twee maanden in het station zou verblijven.

## Bemanning en gewicht
Voor deze vlucht kozen de Russen als bemanning een duo, dat reeds eerder een gezamenlijke vlucht maakte. Deze bestond uit gezagvoerder Vasili Lazarev en boordwerktuigkundige Oleg Makarov. Zij maakten samen hun eerste vlucht aan boord van Sojoez 12 om de technische verbeteringen aan de capsule, na de rampzalig verlopen vlucht van Sojoez 11, in de praktijk te beproeven. Lazarev kwam overigens pas bij zijn derde poging door de kosmonauten-keuring. Het vaartuig had een diameter van 2,20 m en een lengte van 7,50 m. Deze Sojoez woog 6830 kg. Ofschoon vele missies in deze begintijd haken en ogen kenden, had de gelijknamige draagraket de overtuigende reputatie van betrouwbaar werkpaard. Echter, op 5 april 1975 kreeg diens conduitestaat een geduchte knauw.

## Verloop van de vlucht
Sojoez 18A werd gelanceerd op 5 april 1975 om 11:04 uur UTC met behulp van een Sojoez-draagraket vanaf Bajkonoer. In eerste instantie leek er geen vuiltje aan de lucht en verliep de start voorspoedig. De eerste trap werd op gebruikelijke wijze afgestoten en ook de tweede deed normaal zijn werk. Nadat die was uitgebrand moest deze eveneens worden afgeworpen. Maar dit keer, op T+288,6 (288,6 seconden na lancering) en het bereiken van een hoogte van 145 km, ging het mis. Bijkomend nadeel was dat de ontsnappingstoren in dit stadium van de vlucht reeds was afgeworpen.
De Sojoez-lanceerraket maakte gebruik van explosieve bouten om de verbinding van de derde trap met de tweede te verbreken. Dit geschiedde door zes relais, maar door onverwacht heftige trillingen ontploften drie van de ladingen voortijdig. Sojoez 18A vloog door terwijl de tweede trap er nog aanhing. Toen ontbrandden de motoren van de derde trap. Door dit grof geweld raakte de tweede trap alsnog los, echter tijdens de luttele seconden die dit in beslag nam raakte de raket volledig uit koers. De kosmonauten zagen de zon uit hun zicht verdwijnen maar kregen de tijd niet om zich te verbazen; de rode lamp "Storing in raket" flitste aan en de alarmsirene weerklonk. De neus van de raket boog af en wees omlaag. Sojoez 18A dook naar de grond.
Op T+295, dus ruim zes seconden later, merkten de ingebouwde veiligheidssystemen een ontoelaatbare afwijking van het verwachte koersverloop op. Automatisch begon een voorgeprogrammeerde noodprocedure. Omdat de ontsnappingstoren reeds was afgestoten, benutte Sojoez 18A zijn eigen motoren om zich los te maken van zijn draagraket en de bemanning in veiligheid te brengen. Vervolgens scheidde de landingscapsule zich van het werkcompartiment en motorgondel en viel naar beneden. Doch het feit dat de Sojoez op het moment van separatie reeds richting het aardoppervlak vloog had een akelig effect. De berekende verwachte g-krachten tijdens deze manoeuvre bedroegen 15 g, maar in deze situatie stonden de kosmonauten aan aanzienlijk hogere krachten bloot. Het maximum dat ze moesten verwerken was 21,3 g. Gezagvoerder Lazarev, zelf Doctor of Medicine, verwoordde het zo: "...We ervoeren een drukkend en onplezierig gevoel van g-krachten. Deze werden snel groter en waren veel sterker dan ik verwachtte. Een onzichtbare kracht drukte me in mijn stoel en vulde mijn oogleden met lood. Ademhalen werd hoe langer hoe moeilijker...". Ze waren sterk genoeg om hun ribben te breken en beide kosmonauten hadden last van zwart/wit-zien en kokervisus.

## Geland, maar waar?
De remparachute ontplooide zich voorbeeldig, hoewel ook deze aan grotere krachten blootstond dan waar hij oorspronkelijk voor ontworpen was. Na een ultrakorte vlucht van 21 minuten en 27 seconden maakten Lazarev en Makarov een behouden landing, echter hun beproeving was nog lang niet ten einde. Een Sojoez is bolvormig en het onfortuinlijke tweetal plofte neer op een helling, waarna hun capsule omlaag rolde. Er groeiden bomen op de helling, waar hun parachute achter bleef haken en geen moment te vroeg, het was op slechts luttele meters van een 150 meter diepe afgrond. De sneeuw reikte tot hun borst en de temperatuur bedroeg slechts -7° C. Haastig openden de kosmonauten hun overlevingspakket met winterkleding en vroegen zich af waar ze neerkwamen. Op hun oproepen tijdens de afdaling ontvingen ze geen antwoord. Hun koers in aanmerking genomen was het zeer wel mogelijk dat het tweetal zich in China bevond en dat betekende slecht nieuws. In die jaren onderhielden de Sovjet-Unie en de Volksrepubliek absoluut geen warme betrekkingen. Hun vluchttraject bracht hen in de buurt van Sinkiang, waar een jaar eerder de bemanning van een Sovjet helikopter per abuis landde en prompt gearresteerd werd door Chinese militairen. Voor alle zekerheid verbrandde Lazarev daarom enkele militaire documenten. In werkelijkheid landden Lazarev en Makarov in het Altaigebergte bij Aleysk in Zuid-Siberië op een positie van 50° 50' N 83° 25' O, ruim 200 km ten zuiden van Novosibirsk, in de Sovjet-Unie.

## Redding
Lokale bewoners zagen de capsule naar beneden komen en kwamen nieuwsgierig een kijkje nemen. Tot hun opluchting hoorden de kosmonauten dat ze Russisch spraken. Korte tijd later nam een reddingshelikopter contact met ze op en bevestigde dat ze in Rusland waren, maar door het moeilijk begaanbare terrein bleek het nog lastig genoeg om de mannen te bereiken. Oorspronkelijk wilde men een medisch team omlaag sturen, maar dit stuitte op een veto van de gewonde Lazarev (zelf een ervaren parachutist). Hij vond de risico's voor het reddingsteam in deze omstandigheden onaanvaardbaar groot. Een ladder vanuit een helikopter bleek te instabiel. Een ander reddingsteam meende de situatie beter in te kunnen schatten dan Lazarev en zag vervolgens een lawine op zich afkomen.
Ten slotte zette een helikopter een gids in de buurt van het duo af, waarna ze enige tijd later werden opgehaald door een andere helikopter.
Volgens Vladimir Sjatalov hielden beide kosmonauten geen nadelige gevolgen aan de landing over, maar dit bleek al spoedig in strijd met de waarheid. Om geruchten te ontkrachten dat ze zouden zijn omgekomen tijdens een crash, kreeg het tweetal de opdracht om een potje American football te spelen met een paar Amerikanen, teneinde de buitenwereld te bewijzen dat ze nog leefden.
Makarov kwam er redelijk goed vanaf en maakte later nog meerdere ruimtevluchten, maar Lazarev liep vrij ernstige interne verwondingen op. Hij herstelde hier niet volledig van en vloog nooit meer als kosmonaut.

## Trivia
Gewoonlijk ontving een kosmonaut na iedere vlucht een bonus van 3000 roebel op zijn normale salaris, maar dit keer betaalde de leiding deze niet uit. Lazarev en Makarov weigerden echter om zich hierbij neer te leggen en met succes. Op persoonlijk bevel van Leonid Brezjnev kregen beide onfortuinlijke kosmonauten alsnog wat aan hen toekwam. 
1 ·
2 ·
3 ·
4 ·
5 ·
6 ·
7 ·
8 ·
9 ·
10 ·
11 ·
12 ·
13 ·
14 ·
15 ·
16 ·
17 ·
18A ·
18 ·
19 ·
20 ·
21 ·
22 ·
23 ·
24 ·
25 ·
26 ·
27 ·
28 ·
29 ·
30 ·
31 ·
32 ·
33 ·
34 · 
35 ·
36 ·
37 ·
38 ·
39 ·
40

T-1 ·  
T-2 ·
T-3 ·
T-4 ·
T-5 · 
T-6 ·
T-7 · 
T-8 ·
T-9 · 
T-10-1 ·
T-10 · 
T-11 ·
T-12 · 
T-13 ·
T-14 · 
T-15